# Phalaca
Phalaca is een geslacht van rechtvleugeligen uit de familie veldsprinkhanen (Acrididae). De wetenschappelijke naam van dit geslacht is voor het eerst geldig gepubliceerd in 1906 door Bolívar.

## Soorten
Het geslacht Phalaca omvat de volgende soorten:
- Phalaca antica Walker, 1870
- Phalaca atrata Willemse, 1938
- Phalaca borneensis Ramme, 1941
- Phalaca coleoptrata Bolívar, 1898
- Phalaca grylloides Walker, 1870
- Phalaca ikonnikovi Ramme, 1941
- Phalaca malaccensis Willemse, 1938
- Phalaca nobilis Ramme, 1941
- Phalaca obiensis Bolívar, 1923
- Phalaca sarawakensis Willemse, 1938
- Phalaca siargaoensis Willemse, 1938
- Phalaca siebersia Willemse, 1938
- Phalaca splendida Willemse, 1955
- Phalaca viridis Willemse, 1938
- Phalaca waterstradti Ramme, 1941
- Phalaca yersini Saussure, 1859